# دنيس كوريغان
دنيس كوريغان (بالإنجليزية: Dennis Corrigan)‏ هو رسام توضيحي أمريكي، ولد في 1944.